# Pseudogekko smaragdinus
Espèce
Synonymes
- Gekko smaragdinus Taylor, 1922

Statut de conservation UICN

 LC  : Préoccupation mineure
Pseudogekko smaragdinus est une espèce de geckos de la famille des Gekkonidae.

## Répartition
Cette espèce est endémique de Polillo aux Philippines.

## Description
C'est un gecko insectivore, nocturne et arboricole assez fin, de couleur orange pale ou vert clair selon les individus. De nombreuses taches noir sont visibles, surtout sur la tête et la première moitié du corps.

## Publication originale
- (en) Taylor, 1922 : Additions to the herpetological fauna of the Philippine Islands, I. The Philippine journal of science, vol. 21, p. 161-206 (texte intégral).